# Heterodermia subcitrina
Heterodermia subcitrina är en lavart som beskrevs av Roland Moberg. Heterodermia subcitrina ingår i släktet Heterodermia och familjen Physciaceae.   Inga underarter finns listade i Catalogue of Life.